# 1171
1171 (MCLXXI) var ett normalår som började en fredag i den julianska kalendern.

## Händelser

### Oktober
- 17 oktober – Henrik II av England invaderar Irland som ledare för normandernas invasion av Irland.[1]

### Okänt datum
- Fatimidkalifatetet i Nordafrika upphör på grund av Saladin.

## Födda
- Agnes av Frankrike, bysantinsk kejsarinna.
- Alfons IX av León, kung av León.
- Balduin I av Konstantinopel, greve av Flandern och Hainaut och latinsk kejsare av Konstantinopel.

## Avlidna
- 20 februari – Conan IV av Bretagne.
- Pulcelina av Blois, fransk judinna.

### Fotnoter
1. ↑  World Statesmen